# インノケンティウス11世 (ローマ教皇)
インノケンティウス11世（Innocentius XI, 1611年5月16日 - 1689年8月12日）は、ローマ教皇（在位：1676年 - 1689年）。本名はベネデット・オデスカルキ（Benedetto Odescalchi）。高徳の聖職者として知られ、ローマ教皇庁の綱紀粛正に乗り出す一方で、ガリカニスム、静寂主義、弛緩説などに対して論陣を張って争った。

## 生涯
イタリア・コモにベネデット・オデスカルキとして生まれ、長じてローマとナポリで法学を学んだ。教皇庁の書記官、マルコ・ディ・ローマの司教代理、マチェラータの領事などを歴任したのち、1647年に枢機卿にあげられた。さらにフェラーラの教皇使節、ノヴァーラの司教とキャリアを重ねた。このような経歴の中でオデスカルキはその飾らない人柄と無欲さ、徳の高さによって高い評価と信頼を得ていった。
1676年9月21日、クレメンス10世の没後の教皇選挙でフランス枢機卿団の反対をくつがえしてオデスカルキが教皇に選出され、インノケンティウス11世を名乗った。教皇就任後に意欲的に取り組んだのは教皇庁の改革と高位聖職者の間にはびこる不正の根絶であった。まず教皇庁の財政を健全化するために不要な役職を削減し、聖職者と信徒職員のモラルの向上に努めた。また、エスコバル、フランシスコ・デ・スアレスらの教説と弛緩説に類する意見を弾劾し、これを教えるものには破門すら辞さないことを示した。また、一個人として静寂主義の神学者達とは決して疎遠ではなかったが、検邪聖省の圧力に屈して静寂主義の本家であるモリノスの68のテーゼを誤謬として断罪している。
政治的には、オスマン帝国軍のウィーン包囲に際して、ヨーロッパ諸国の団結を推進し、多くの軍資金を負担したことがオスマン帝国軍撃退につながった（教皇の主導により神聖同盟が結ばれ、大トルコ戦争は教皇の死後の1699年にカルロヴィッツ条約が結ばれたことによって勝利のうちに帰結した）。教皇は同時にフランス王ルイ14世ともガリカニスムの問題をめぐって長い戦いを強いられることになった。
このため、長い闘病を経て彼が死去すると、すぐに列福調査が開始されたが、フランスが反対したことで調査が中断された。20世紀に入ると列福調査がようやく再開され、1956年10月7日に教皇ピウス12世によって福者にあげられた。記念日は8月12日である。